# Doryphoribius amazzonicus
Espèce
Doryphoribius amazzonicus est une espèce de tardigrades de la famille des Isohypsibiidae.

## Distribution
Cette espèce est endémique d'Amazonie.

## Étymologie
Son nom d'espèce lui a été donné en référence au lieu de sa découverte, l'Amazonie.

## Publication originale
- Lisi, 2011 : Remarks on Doryphoribius flavus (Ilharos, 1966), and description of three new species (Tardigrada, Hypsibiidae). Zootaxa, no 2834, p. 17-32.